# 萨尔塞拉什
萨尔塞拉什是葡萄牙布拉干萨区的一个堂区。总面积36.42平方公里，总人口480人，人口密度13.2人/平方公里。